# Mariano Trías
 (septembre 2012).
Le contenu est difficilement compréhensible vu les erreurs de traduction, qui sont peut-être dues à l'utilisation d'un logiciel de traduction automatique.
Mariano Trías y Closas (12 octobre 1868 - 22 février 1914) est un homme d'État , vice-président de la République des Philippines 1897 et ministre des Finances 1898 - 1899, ministre de la Défense 1899.